# Большое Хоново
Большо́е Хо́ново — деревня в составе Заводскослободского сельсовета Могилёвского района Могилёвской области Республики Беларусь.

## Географическое положение
Ближайшие населённые пункты: Малое Хоново, Коцни, Будовля, Заводская Слобода.

## История

### Российская империя
В 1883 основано народное училище (на 1894 — 31 мальчик и 1 девочка).